# ラストマン・スタンディング・マッチ
ラストマン・スタンディング・マッチ (Last Man Standing match) は、アメリカのプロレス団体WWEで行われる試合形式のうちの一つである。

## 概要
ダウンして10カウント以内に起き上がることが出来ないと敗北という試合形式であり、ピンフォールやサブミッションによるギブアップでの決着は認められない。テーブル、スレッジハンマー、パイプイス等の凶器は自由に使うことが出来る。また、ダウンカウント中に対戦相手が攻撃した場合は再び1カウントからやり直しとなる。両者がダウンして10カウントが数えられた場合はノーコンテスト（引き分け）となる。
日本の団体ではDDTやOZアカデミーや全日本プロレスで採用されたことがある。

## 歴代試合結果（WWEのPPV）
- 1999年2月14日 St. Valentine's Day Massacre: In Your House

△マンカインド vs ザ・ロック△
両者カウントアウトで引き分け。マンカインドがWWF王座を防衛
- 2000年7月23日 Fully Loaded 2000

○トリプルH vs クリス・ジェリコ●
- 2000年12月10日 Armageddon 2000

○クリス・ジェリコ vs ケイン●
- 2001年4月29日 Backlash 2001

○シェイン・マクマホン vs ビッグ・ショー●
- 2003年9月21日 Unforgiven 2003

○ケイン vs シェイン・マクマホン●
- 2004年1月25日 Royal Rumble 2004

△トリプルH vs ショーン・マイケルズ△
両者カウントアウトで引き分け。トリプルHが世界ヘビー級王座を防衛
- 2005年5月1日 Backlash 2005

○エッジ vs クリス・ベノワ●
- 2005年11月27日 Survivor Series 2005

○トリプルH vs リック・フレアー●
- 2007年1月28日 Royal Rumble 2007

○ジョン・シナ vs ウマガ●
ジョン・シナがWWE王座を防衛
- 2007年4月29日 Backlash 2007

△ジ・アンダーテイカー vs バティスタ△
両者カウントアウトで引き分け。アンダーテイカーが世界ヘビー級王座を防衛
- 2007年10月7日 No Mercy 2007

○ランディ・オートン vs トリプルH●
ランディ・オートンがWWE王座を獲得
- 2008年6月1日 One Night Stand 2008

○トリプルH vs ランディ・オートン●
トリプルHがWWE王座を防衛
- 2008年10月26日 Cyber Sunday 2008

○ジ・アンダーテイカー vs ビッグ・ショー●
- 2009年4月26日 Backlash 2009

○エッジ vs ジョン・シナ●
エッジが世界ヘビー級王座を獲得
- 2010年4月25日 Extreme Rules 2010

○ジョン・シナ vs バティスタ●
ジョン・シナがWWE王座を防衛
- 2011年10月23日 Vengeance 2011

○アルベルト・デル・リオ vs ジョン・シナ●
アルベルト・デル・リオがWWE王座を防衛
- 2013年1月27日 Royal Rumble 2013

○アルベルト・デル・リオ vs ビッグ・ショー●
アルベルト・デル・リオが世界ヘビー級王座を防衛
- 2013年5月19日 Extreme Rules 2013

△ジョン・シナ vs ライバック△
両者試合続行不能でノー・コンテスト
- 2014年6月1日 Payback 2014

○ジョン・シナ(w / ウーソズ) vs ブレイ・ワイアット(w/ルーク・ハーパー&エリック・ローワン)●
- 2015年4月26日 Extreme Rules 2015

○ロマン・レインズ vs ビッグ・ショー●
- 2018年6月17日 WWEマネー・イン・ザ・バンク

◯AJスタイルズ vs 中邑真輔●
5月15日ロンドンO2アリーナ大会で試合形式を決めるノンタイトルマッチで中邑が勝利し、選択権を得た。翌週DCUセンターでの『スマックダウン』で試合形式を決定した。
- 2018年10月28日 WWEエボリューション

◯ベッキー・リンチ vs. シャーロット●
10月9日のスマックダウンで女子選手権試合として実施したが、両者リングアウトのためGMのペイジが史上初のラストウーマン・スタンディングマッチを行うと発表。